# Кеерсмакер, Анна Тереза Де
Анна Тереза Де Кеерсмакер (нидерл. Anne Teresa De Keersmaeker; род. 11 июня 1960, Мехелен) — выдающаяся бельгийская (фламандская) танцовщица и хореограф, крупнейшая фигура современного танца.

## Биография
Дочь фермера. Начала учиться музыке (поперечная флейта), но в 10 лет, по её желанию, перешла к танцам. Училась классическому балету в Брюсселе у Лилиан Ламбер, где познакомилась с будущим хореографом, своей соратницей Мишель Анной Де Ме и её братом, будущим композитором и кинорежиссёром Тьерри Де Ме. В 1978—1980 училась в основанной Морисом Бежаром балетной школе Мудра, познакомилась с танцовщицей Фумиё Икеда, которая стала потом одной из её главных исполнительниц.
По стипендии провела два года в США, где училась в Тишевской художественной школе Нью-Йоркского университета. Вошла в контакт со многими представителями нью-йоркского авангарда, особое влияние на неё своей музыкой, пониманием звука и ритма оказал Стивен Райх.
В 1983 создала свою балетную компанию «Розы», по приглашению Марианны Ван Керкховен показывала спектакли в брюссельском авангардном театре Каайтеатр. В 1992—2007 её резиденцией стал Королевский оперный театр Ла Монне в Брюсселе. Компания выступала в Париже, Берлине, Нью-Йорке, показывала свои спектакли на Авиньонском фестивале. Компания тесно сотрудничала с бельгийским ансамблем современной музыки ICTUS. В 1995 Кеерсмекер создала школу современного танца PARTS.
Выступает также как оперный режиссёр: в 2004 г. на фестивале в Экс-ан-Прованс показала в своей постановке оперу Хосокавы Hanjo.
Среди её учеников — танцовщик и хореограф Сиди Ларби Шеркауи.

## Хореография
- 1980 — Asch
- 1982 — Fase на музыку С. Райха
- 1983 — Rosas danst Rosas
- 1984 — Elena’s Aria
- 1986 — Bartók/Aantekeningen
- 1987 — Verkommenes Ufer/Medeamaterial/Landschaft mit Argonauten (по Х. Мюллеру)
- 1987 — Mikrokosmos на музыку Б. Бартока
- 1988 — Ottone Ottone
- 1990 — Stella
- 1990 — Achterland
- 1992 — Erts
- 1992 — Mozart/Concert Aria’s на музыку В. А. Моцарта
- 1992 — «Большая фуга» на музыку Л. ван Бетховена (Лионский балет, 2006)
- 1993 — «Токката» на музыку И. С. Баха
- 1994 — Kinok
- 1994 — Amor constante, más allá de la muerte (по Ф. Кеведо)
- 1995 — Erwartung на музыку А. Шёнберга
- 1995 — «Просветлённая ночь» на музыку А. Шёнберга
- 1996 — Woud (музыка А. Берга, А. Шёнберга, Р. Вагнера
- 1997 — 3 Solos for Vincent Dunoyer
- 1997 — Just Before на музыку М. Линдберга, Дж. Кейджа, Я. Ксенакиса, С. Райха и др.
- 1998 — «Замок герцога Синяя борода» на музыку Б. Бартока
- 1998 — Drumming на музыку С. Райха
- 1999 — I Said I
- 1999 — With/For/By
- 1999 — «Квартет» (по Х. Мюллеру)
- 2000 — In Real Time
- 2001 — «Дождь» на музыку С. Райха
- 2001 — Small Hands (Out of the Lie of No)
- 2002 — Once на музыку Дж. Баэз
- 2002 — Repertory Evening 2002
- 2002 — (But If a Look Should) April Me
- 2003 — Bitches Brew
- 2003 — Takoma Narrows
- 2004 — Counter Phrases
- 2004 — «Кассандра»
- 2005 — Desh
- 2005 — Raga for the Rainy Season/A Love Supreme на музыку Дж. Колтрейна и традиционные индийские мелодии
- 2006 — D’un soir un jour
- 2006 — «Вечер Бартока / Бетховена / Шёнберга»
- 2006 — «Вечер Стива Райха»
- 2007 — Keeping Stil
- 2008 — Zeitung
- 2009 — The Song
- 2010 — 3 Abschied на музыку Г. Малера (совместно с Ж. Бель)
- 2010 — En atendant на средневековую музыку Ars subtilior (Авиньонский фестиваль)
- 2011 — Cesena на средневековую музыку Ars subtilior (Авиньонский фестиваль)
- 2013 — Partita 2 на музыку И. С. Баха (совместно с Б. Шармацем)
- 2014 — Vortex temporum на музыку Ж. Гризе
- 2019 — «Вестсайдская история»[2]

## Фильмография
- 1989 : Hoppla ! (реж. Вольфганг Кольб)
- 1992 : Rosa (Питер Гринуэй)
- 1996 : Tippeke (Тьерри Де Ме)
- 1997 : Rosas danst Rosas (Тьерри Де Ме)
- 2002 : Fase|Fase, Four Movements to the Music of Steve Reich (Тьерри Де Ме)
- 2005 : Counter Phrases (Тьерри Де Ме)

## Признание
- Премия «Бесси» (США, 1989, 1999), Японская балетная премия (1989), премия Сэмюэла Скриппса[англ.] / ADF (США).
- Командор Ордена искусств и литературы (2008).
- Почетный доктор Свободного Брюссельского университета.
- Король Бельгии Альберт II пожаловал Кеерсмекер титул баронессы (1996).